# Baillaudea mirabilis
Baillaudea mirabilis là một loài thực vật có hoa trong họ Bìm bìm. Loài này được (Baker ex Oliv.) Roberty mô tả khoa học đầu tiên năm 1952.